# Otter Creek (Floride)
Pour les articles homonymes, voir Otter Creek.
Otter Creek est une ville américaine située dans le comté de Levy en Floride.

## Géographie
La municipalité s'étend sur 1,45 milles carrés (3,76 km2), dont 1,43 milles carrés (3,7 km2) de terres.

## Démographie
Selon le recensement des États-Unis de 2010, Otter Creek compte 134 habitants. Lors du recensement des États-Unis de 2000, la ville compte 121 habitants.
| 1970 | 1980 | 1990 | 2000 | 2010 | - |
| ---- | ---- | ---- | ---- | ---- | - |
| 230  | 167  | 136  | 121  | 134  | - |